# Cryptochloris
Cryptochloris ist eine Säugetiergattung aus der Familie der Goldmulle (Chrysochloridae). Sie umfasst mit De Wintons Goldmull und Van Zyls Goldmull zwei Arten, die im westlichen Südafrika verbreitet sind, bisher aber nur an sehr wenigen Lokalitäten nachgewiesen wurden. Beide Arten gelten dadurch als extrem selten. Ihr Lebensraum besteht aus sandreichen, sehr trockenen Landschaften. Mit ihrem eher rautenförmigen Körper, dem äußerlich sichtbare Ohren und ein Schwanz fehlen, sowie ihren kräftigen Vordergliedmaßen mit drei gut entwickelten Grabklauen sind sie wie die anderen Goldmulle an eine unterirdische Lebensweise angepasst. Sie graben oberflächennahe, infolge des lockeren Bodenmaterials aber instabile Gänge. Genauere Einzelheiten zu ihrem Verhalten sind aufgrund der seltenen Sichtungen kaum verfügbar. Die Gattung wurde im Jahr 1938 wissenschaftlich eingeführt. Ihre beiden Vertreter sind in ihrem Bestand stark gefährdet.

## Merkmale

### Habitus
Die beiden Arten der Gattung Cryptochloris repräsentieren sehr kleine Vertreter der Goldmulle. Sie sind etwa gleich groß und erreichen eine Kopf-Rumpf-Länge von 8,2 bis 9,2 cm, Angaben zum Gewicht liegen nicht vor. Wie alle Goldmulle ähneln die Tiere im Körperbau den Maulwürfen, mit denen sie jedoch nicht verwandt sind. Der Körper zeigt Anpassungen an eine grabende Lebensweise, er ist rautenförmig und weicht so etwas von dem spindelförmigen Bauplan der anderen Goldmulle ab. Wie bei diesen fehlen aber äußerlich sichtbare Ohren und ein Schwanz. Die Gliedmaßen haben einen kräftigen Bau, die vorderen enden in vier, die hinteren in fünf Strahlen. Die Vordergliedmaßen sind zu Grabklauen umgebildet, die Kralle des Mittelstrahls (Strahl III) ist außerordentlich lang. Dagegen werden die Krallen der beiden Innenstrahlen (Strahlen I und II) etwas kürzer, sind zueinander aber gleich lang, was einen auffallender Unterschied zu anderen Goldmullen darstellt. Das Gleiche trifft auf den vierten Strahl zu, dessen Kralle zumeist kurz, aber deutlich ausgebildet ist, was jedoch nicht ganz so markant ausfällt wie beim Wüstengoldmull (Eremitalpa granti). Eine weitere Besonderheit findet sich an der Innenseite des Vorderfußes, die durch ein lederiges Polster bogenförmig verbreitert wird, möglicherweise unterstützt durch ein Sesambein. Eine vergleichbare Bildung kommt auch bei den Maulwürfen vor und dient offensichtlich dem Graben. Die Augen bleiben unter dem Fell verborgen, an der Nase tritt ein lederiges Polster auf, das ebenfalls beim Graben Einsatz findet. Das Fell ist blei- bis schiefergrau gefärbt und kann im Sonnenlicht einen metallischen Glanz aufweisen, der bei Van Zyls Goldmull (Cryptochloris zyli) eher violett, bei De Wintons Goldmull (Cryptochloris wintoni) eher silbrig erscheint.

### Schädel- und Gebissmerkmale
Die größte Länge des Schädels variiert von 21,3 bis 22,3 mm, die größte Breite von 15,0 bis 16,2 mm. Er weist dadurch eine kurze und breite Form auf, die größte Breite liegt bei 70 bis 76 % der größten Länge. Auch das Rostrum ist mit einer Gaumenweite von 35 bis 37 % der Schädellänge auffallend breit, aber etwas schmaler als beim Wüstengoldmull. Auffallend ist die deutliche Verdickung des Hirnschädels im Bereich des Riechkolbens, wodurch die Stirnlinie hier auch stärker aufgewölbt verläuft als bei anderen Goldmullen mit ihrem eher flachen Stirnprofil. Die Jochbögen sind vollständig geschlossen, ihnen fehlen aber die nach hinten weisenden plattenartigen Fortsätze wie sie bei den Riesengoldmullen (Chrysospalax) vorkommen. An der Schläfengrube zeichnet sich eine knöcherne Aufwölbung ab, die den Kopf des Hammers des Mittelohrs aufnimmt. Dieser ist markant vergrößert, bei De Wintons Goldmull aufgebläht, bei Van Zyls Goldmull keulenartig verlängert. Die Vergrößerungen erreichen aber nicht die enormen Ausmaße wie beim Wüstengoldmull oder bei den nahe verwandten Kapgoldmullen (Chrysochloris). Das Gebiss setzt sich aus 40 Zähnen zusammen und besitzt folgende Zahnformel: {\displaystyle {\frac {3.1.3.3}{3.1.3.3}}}. Die beiden hinteren, oberen Schneidezähne und der Eckzahn haben bei Cryptochloris alle die gleiche Größe, während bei den Kapgoldmullen der zweite Schneidezahn den dritten an Länge übertrifft. Der dritte Molar ist gegenüber den beiden vorderen stark verkleinert, verfügt aber wie diese über ein dreihöckeriges (tricuspides) Kauflächenmuster. An den unteren Molaren fehlt ein gut ausgeprägtes Talonid (ein tiefliegender Vorsprung der Kaufläche, in den einer der Haupthöcker der oberen Molaren bei Gebissschluss greift). Die gesamte obere Zahnreihe vom Eckzahn bis zum letzten Mahlzahn erreicht eine Länge von etwa 8 mm.

## Verbreitung
Die Gattung Cryptochloris kommt endemisch in Afrika vor. Die beiden Arten verteilen sich dabei auf einige wenige bekannte Fundlokalitäten in Namaqualand an der Westküste Südafrikas, De Wintons Goldmull ist nur von der Typuslokalität bei Port Nolloth der Provinz Nordkap belegt, Van Zyls Goldmull wurde bisher an zwei Plätzen nachgewiesen, die rund 150 km auseinanderliegen und sich in den Provinzen Nordkap und Westkap befinden. Die Tiere bewohnen Wüsten und anderen trockene Habitate in der Namib und der Karoo, sie bevorzugen Dünenlandschaften und dahinter angrenzende Sandflächen. In beiden Verbreitungsgebieten tritt sympatrisch der Wüstengoldmull auf. Sowohl De Wintons als auch van Zyls Goldmull wurden bisher nur selten beobachtet, die dokumentierten Sichtungen beschränken sich dementsprechend auf wenige Individuen.

## Lebensweise
Über die Lebensweise der beiden Cryptochloris -Arten liegen so gut wie keine Informationen vor. Sie graben oberflächennahe Gänge, die teilweise durch das Wurzelwerk von Büschen führen. Der lockere Sand ihres Lebensraumes lässt die Gänge meist sehr schnell zusammenbrechen, so dass diese als lineare Strukturen am Erdboden erkennbar sind. Die Hauptnahrung besteht aus Wirbellosen wie Insekten, gelegentlich werden aber kleinere Wirbeltiere wie die Afrikanischen Blindskinke (Typhlosaurus), ein beinloser Vertreter der Skinke, verzehrt.

## Systematik
Cryptochloris ist eine Gattung innerhalb der Familie der Goldmulle (Chrysochloridae) und der Überordnung der Afrotheria. Die Goldmulle umfassen kleinere, bodengrabende Säugetiere mit einer endemischen Verbreitung in Afrika. Der überwiegende Teil der Arten kommt im südlichen Teil des Kontinentes vor, eine wenige bewohnen dagegen die östlichen und zentralen Teile. Ihre nächsten Verwandten stellen die ebenfalls afrikanisch verbreiteten Tenreks (Tenrecidae) dar; beide zusammen formen die Ordnung der Afrosoricida. Molekulargenetische Untersuchen lassen eine Trennung der Goldmulle von den Tenreks im Übergang von der Oberkreide zum Paläozän vor rund 65 Millionen Jahren annehmen, die stärkere Diversifizierung der Goldmulle erfolgte ab dem Oligozän vor etwa 28,5 Millionen Jahren.
Ihrer unterirdischen Lebensweise zufolge gelten die Goldmulle als Habitatspezialisten, das Vorkommen zahlreicher Arten ist dadurch lokal deutlich begrenzt. Innerhalb der Familie können zwei ökologische Gruppen unterschieden werden. Die erste besteht aus Arten mit einer Anpassung an trockene bis teils halbwüstenartige Regionen, hierzu gehören der Wüstengoldmull (Eremitalpa), die Kapgoldmulle (Chrysochloris) sowie die Arten der Gattung Cryptochloris. In der zweiten Gruppe stehen die Vertreter der offenen Gras- und Savannenlandschaften sowie der Wälder, etwa die Kupfergoldmulle (Amblysomus), Arends’ Goldmull (Carpitalpa), die Angehörigen von Neamblysomus oder die Riesengoldmulle (Chrysospalax). Die innere Gliederung der Familie ist bisher nicht abschließend geklärt. Aus anatomischen Erwägungen befürwortet die Gestaltung des Hammers im Mittelohr eine Aufteilung in zwei oder drei Unterfamilien: die Amblysominae mit einem normal gebauten Malleus, die Chrysochlorinae mit einem stark verlängerten Kopf des Malleus und die Eremitalpinae mit einem kugelig aufgeblähten Kopf des Malleus. Nach einigen Wissenschaftlern bilden die beiden letztgenannten aber auch eine Unterfamilie, den Chrysochlorinae. Molekulargenetische Analysen unterstützen diese auf skelettanatomische Unterschiede beruhende Untergliederung der Goldmulle nicht vollständig. Diesen zufolge bildet Cryptochloris eine gemeinsame Gruppe mit dem Wüstengoldmull, der Gattung Huetia und den Kapgoldmullen, wobei bis auf Huetia alle Formen über einen vergrößerten Kopf des Malleus verfügen und somit den Chrysochlorinae angehören würden. Die Schwesterform von Cryptochloris sind die Kapgoldmulle, was auch anatomisch über den teils keulenförmigen Kopf des Hammers belegt werden kann, der allerdings bei Cryptochloris schwächer ausgebildet ist als bei Chrysochloris. Der in diesem Fall übereinstimmende genetische und anatomische Befund lässt vermuten, dass dieses Merkmal nur einmal innerhalb der Goldmulle entstanden ist. Trennende Merkmale stellen neben der Größe des Malleuskopfes die stärkere Entwicklung der ersten Kralle des Vorderfußes, die markante Schädelaufwölbung und einige besondere Zahnmerkmale bei Cryptochloris im Vergleich zu Chrysochloris dar. Aufgrund der großen Ähnlichkeiten wurden beide Gattungen in den 1950er und 1960er Jahren zeitweise unter der Bezeichnung Chrysochloris vereinigt, beide gelten jedoch seit den 1970er Jahren als unabhängig voneinander. Neuere genetische Untersuchungen legten nahe, dass Cryptochloris möglicherweise nur als Untergattung innerhalb von Chrysochloris aufzufassen ist, was ebenfalls eine vorläufige Studie aus dem Jahr 2018 favorisierte. Die Ansicht wurde aber in einer Analyse aus dem Jahr 2023 vorläufig nicht bestätigt.
Es werden zwei Arten unterschieden:
- De Wintons Goldmull (Cryptochloris wintoni (Broom, 1907)); in einem kleinen Gebiet bei Port Nolloth an der Küste von Namaqualand in der südafrikanischen Provinz Nordkap;
- Van Zyls Goldmull (Cryptochloris zyli Shortridge & Carter, 1938); mit zwei Subpopulationen in der Nähe von Lamberts Bay in der Provinz Westkap an der Mündung des Groenrivier in der Provinz Nordkap bekannt;

In den 1950er und 1960er Jahren wurde Van Zyls Goldmull als Unterart von De Wintons Goldmull betrachtet, seit Anfang der 1970er aber wieder als eigenständig eingestuft. Beide Arten lassen sich anhand der Fellfärbung, der speziellen Gestaltung des Hammers im Mittelohr (bei De Wintons Goldmull aufgebläht, bei Van Zyls Goldmull keulenartig verlängert) und der Morphologie der Vorderfüße unterscheiden.
Die wissenschaftliche Erstbeschreibung der Gattung Cryptochloris erfolgte im Jahr 1938 durch Guy Chester Shortridge & T. Donald Carter. Sie definierten die Gattung anhand des verkürzten, rautenförmigen Körpers, der stärkeren Entwicklung der drei Hauptkrallen am Vorderfuß, der Ausbildung von 40 Zähnen im Gebiss und der deutlicheren Aufwölbung des Schädels im Bereich des Riechkolbens. Später, im Jahr 1946, ergänzte Robert Broom diese Merkmalsliste noch um die ungewöhnliche Ausbildung des Vorderfußes mit der seitlichen Verdickung. Zusammen mit der Gattung führten Shortridge und Carter auch Van Zyls Goldmull ein, den sie als Nominatform auswiesen, sie stellten ihm De Wintons Goldmull zur Seite. Dieser war mehr als 30 Jahre zuvor von Broom unter der Bezeichnung Chrysochloris wintoni und damit innerhalb der der Kapgoldmulle etabliert worden.

## Bedrohung und Schutz
Der Lebensraum der beiden Goldmullarten ist durch den Abbau von Diamanten im Küstensand gefährdet, zusätzlich auch durch regionale Infrastrukturmaßnahmen. Zudem sind die Tiere sehr selten und auf nur wenige Lokalitäten beschränkt. Die IUCN sieht De Wintons Goldmull als „vom Aussterben bedroht“ (critically endangered) an, Van Zyls Goldmull als „stark gefährdet“ (endangered). Letztere Art ist im Namaqua-Nationalpark vertreten, der Bestand der ersteren ist nicht in einem Schutzgebiet präsent.